# 54. ročník udílení Filmových cen Britské akademie
54. ročník udílení Filmových cen Britské akademie se konal v Odeon Leicester Square v Londýně 25. února 2001. Moderátory ceremoniálu byli Stephen Fry a Mariella Frostrup. Ocenění se předávalo nejlepším filmům a dokumentům britským i mezinárodním, které se promítaly v britských kinech v roce 2000.

## Vítězové a nominovaní
Tučně jsou označeni vítězové.
| Nejlepší film | Nejlepší režisér |
| --- | --- |
| Gladiátor - Na pokraji slávy - Billy Elliot - Erin Brockovich - Tygr a drak | Ang Lee – Tygr a drak - Stephen Daldry – Billy Elliot - Ridley Scott – Gladiátor - Steven Soderbergh – Erin Brockovich - Steven Soderbergh – Traffic – nadvláda gangů                                                                                       |
| Nejlepší herec v hlavní role | Nejlepší herečka v hlavní roli |
| Jamie Bell – Billy Elliot - Russell Crowe – Gladiátor - Michael Douglas – Skvělí chlapi - Tom Hanks – Trosečník - Geoffrey Rush – Quills – Perem markýze de Sade                                          | Julia Roberts – Erin Brockovich - Juliette Binoche – Čokoláda - Kate Hudson – Na pokraji slávy - Hilary Swank – Kluci nepláčou - Michelle Yeoh – Tygr a drak                                                                                                |
| Nejlepší herec ve vedlejší roli | Nejlepší herečka ve vedlejší roli |
| Benicio del Toro – Traffic – nadvláda gangů - Albert Finney – Erin Brockovich - Gary Lewis – Billy Elliot - Joaquin Phoenix – Gladiátor - Oliver Reed – Gladiátor                                         | Julie Waltersová – Billy Elliot - Judi Dench – Čokoláda - Frances McDormandová – Na pokraji slávy - Lena Olin – Čokoláda - Čang C’-i – Tygr a drak |
| Nejlepší původní scénář | Nejlepší adaptovaný scénář |
| Na pokraji slávy – Cameron Crowe - Billy Elliot – Lee Hall - Erin Brockovich – Susannah Grant - Gladiátor – David Franzoni, John Logan a William Nicholson - Bratříčku, kde jsi? – Joel Coen a Ethan Coen | Traffic – nadvláda gangů – Stephen Gaghan - Čokoláda – Robert Nelson Jacobs - Tygr a drak – James Schamus, Kuo Jung Tsai a Hui-Ling Wang - Všechny moje lásky – John Cusack, D. V. DeVincentis, Steve Pink a Scott Rosenberg - Skvělí chlapi – Steve Kloves |
| Nejlepší kamera | Nejlepší britský film |
| Gladiátor - Billy Elliot - Čokoláda - Tygr a drak - Bratříčku, kde jsi? | Billy Elliot - Slepičí úlet - The House of Mirth - Last Resort - Sexy bestie |
| Nejlepší původní hudba | Nejlepší zvuk |
| Tygr a drak – Tan Dun - Na pokraji slávy – Nancy Wilson - Billy Elliot – Stephen Warbeck - Gladiátor – Lisa Gerrard a Hans Zimmer - Bratříčku, kde jsi? – T Bone Burnett a Carter Burwell                 | Na pokraji slávy - Billy Elliot - Tygr a drak - Gladiátor - Dokonalá bouře |
| Nejlepší produkční design | Nejlepší speciální efekty |
| Gladiátor - Čokoláda - Tygr a drak - Bratříčku, kde jsi? - Quills – Perem markýze de Sade | Dokonalá bouře - Slepičí úlet - Tygr a drak - Gladiátor - Vertical Limit |
| Nejlepší kostýmní design | Nejlepší masky |
| Tygr a drak - Čokoláda - Gladiátor - The House of Mirth - Quills – Perem markýze de Sade | Grinch - Čokoláda - Tygr a drak - Gladiátor - Quills – Perem markýze de Sade |
| Nejlepší střih | Nejlepší cizojazyčný film |
| Gladiátor - Billy Elliot - Tygr a drak - Erin Brockovich - Traffic – nadvláda gangů | Tygr a drak - Dívka na mostě - Harry to s vámi myslí dobře - In the Mood for Love - Maléna |